# 2010 로드 FC 대회
2010 로드 FC 대회는 대한민국의 종합격투기단체  로드 FC의 2010년도 대회에 관하여 다루고 있다. 2010년은 로드 FC의 출범 첫 해였다. 총 1개의 대회, 로드 FC 001 대회만이 10월 개최되었다.

## 이벤트 목록
| # | 대회명                                     | 메인이벤트                 | 날짜             | 경기장            | 장소       |
| - | ------------------------------------------ | -------------------------- | ---------------- | ----------------- | ---------- |
| 1 | Road FC 001: The Resurrection of Champions | 남의철 vs. 오카자와 코우타 | 2010년 10월 23일 | 섬유센터 이벤트홀 | 서울특별시 |

## Road FC 001: The Resurrection of Champions
로드 FC 001: 챔피언들의 부활은 대한민국의 종합격투기 단체 로드 FC가 2010년 10월 23일 서울 섬유센터 이벤트홀에서 개최한 초대 대회이다.

### 배경
2008년 스피릿 MC의 소멸로 대한민국의 모든 종합격투기 단체가 소멸한 채 긴 시련의 터널을 달려온 상황에서 오랜만에 국내에서 치러진 본 대회는 “챔피언들의 부활”이란 부제아래 전 스피릿 MC 웰터급 챔피언 남의철, 전 딥 라이트급 챔피언 방승환, 전 네오파이트 웰터급 토너먼트 우승자 서두원  등 정상급 국내 파이터들이 출전, 일본의 강자들과 함께 국내 종합격투기의 부활을 알렸다.

### 결과
| Main card | Main card         | Main card | Main card       | Main card                    | Main card | Main card | Main card |
| 체급      |                   |           |                 | 방식                         | 라운드    | 시간      | 비고      |
| --------- | ----------------- | --------- | --------------- | ---------------------------- | --------- | --------- | --------- |
| 라이트급  | 남의철            | def.      | 오카자와 고우타 | TKO (파운딩 연타)            | 1         | 4:00      |           |
| 페더급    | 서두원            | def.      | 하라 아키히토   | TKO (헤드 킥 & 펀치 연타)    | 1         | 2:07      |           |
| 라이트급  | 하나자와 다이스케 | def.      | 방승환          | 서브미션 (리어네이키드 초크) | 1         | 2:54      |           |
| 페더급    | 박종우            | def.      | 이승윤          | TKO (닥터 스톱)              | 2         | 4:12      |           |
| 미들급    | 위승배            | def.      | 모리카와 슈지   | TKO (펀치 연타)              | 1         | 2:20      |           |
| 라이트급  | 장덕영            | def.      | 야마사와 유키   | 서브미션 (암바)              | 2         | 1:37      |           |
| 라이트급  | 유우성            | def.      | 히라야마 케이고 | 서브미션 (길로틴 초크)       | 1         | 1:56      |           |
| 페더급    | 길영복            | def.      | 제럴드 보우만   | 서브미션 (암트라이앵글 초크) | 2         | 4:06      |           |
| 밴텀급    | 김수철            | def.      | 김효룡          | 서브미션 (길로틴 초크)       | 1         | 1:50      |           |
| 라이트급  | 이상일            | def.      | 유재훈          | 판정 (3-0)                   | 3         | 5:00      |           |

### 라운드 걸
- 김나나, 이예빈

## 같이 보기
- 로드 FC 챔피언 목록
- 로드 FC 대회 목록
- 현 로드 FC 선수 목록
- 로드 FC 어워즈